# Bureau de l'Inspecteur général de l'armée américaine
Le Bureau de l'Inspecteur général de l'armée américaine (en anglais : Office of the Inspector General of the United States Army) a pour rôle de « fournir des conseils et une surveillance, impartiaux, objectifs et neutres, à l'Armée par le biais d'inspections, d'aide, d'enquêtes et de formation pertinentes, opportunes et approfondies ». Ce poste existe depuis 1777, lorsque Thomas Conway est nommé en tant que premier inspecteur. Cet organisme a été réorganisé à maintes reprises et presque supprimé plusieurs fois. À ses débuts, il a souvent fusionné avec celui d'adjudant général de l'armée américaine (en) ou s'est vu proposer d'y être intégré. Il s'est considérablement développé après la guerre de Sécession, au point qu'il comptait environ 2 000 officiers, en 1993.

## Liste des titulaires
| no | Portrait           | Grade | Nom               | Prise de fonction | Fin de fonction    |
| -- | ------------------ | ----- | ----------------- | ----------------- | ------------------ |
| 53 | Lieutenant général |       | Peter M. Vangjel  | 14 novembre 2011  | décembre 2014      |
| 54 | Lieutenant général |       | David E. Quantock | décembre 2014     | décembre 2017      |
| 55 | Lieutenant général |       | Leslie C. Smith   | 7 février 2018    | 1er septembre 2021 |
| 56 | Lieutenant général |       | Donna W. Martin   | 2 septembre 2021  | en fonction        |